# Britney Jean
Britney Jean é o oitavo álbum de estúdio da cantora e compositora estadunidense Britney Spears, lançado em 29 de novembro de 2013, através da RCA Records. O álbum é o segundo disco homônimo de Spears depois de Britney (2001), embora o nome deste álbum se refere ao primeiro e ao segundo nome da cantora. O álbum é seu primeiro grande lançamento desde a dissolução da Jive Records, sua antiga gravadora, em 2011. A cantora começou a gravar material para Britney Jean em maio de 2013, continuando até outubro daquele ano. Em inúmeras ocasiões, Spears descreveu o álbum como o disco mais pessoal de seu catálogo. Tendo assumido uma posição integral na produção, ela co-escreveu todas as faixas e colaborou com compositores e produtores, incluindo Sia e will.i.am, para alcançar o som desejado. Além disso, o álbum traz vocais convidados da irmã mais nova de Spears, Jamie Lynn, T.I., e will.i.am. Musicalmente, Britney Jean contém fortes elementos de EDM e pop.
Após o seu lançamento, Britney Jean recebeu avaliações mistas dos críticos musicais, que consideraram o álbum impessoal, apesar de seu marketing, e foram ambivalentes em relação à sua produção datada. O álbum gerou polêmica sobre a autenticidade de alguns vocais. O álbum estreou na quarta posição da Billboard 200, com 107.000 cópias vendidas na primeira semana, tornando-se o álbum de menor pico e menor venda de Spears nos Estados Unidos. O mesmo ocorreu no Reino Unido, onde estreou na 34ª posição. Mundialmente, Britney Jean atingiu o top 20 e o top 30 na maioria dos países. O álbum eventualmente recebeu o certificado de ouro da Recording Industry Association of America (RIAA).
"Work Bitch" foi lançada como carro-chefe em 17 de setembro de 2013. A canção estreou na 12ª posição da Billboard Hot 100 e obteve sucesso moderado, tornando-se posteriormente uma de suas canções assinatura. "Perfume" foi lançada como segundo single em 3 de novembro de 2013, e alcançou a 76ª posição da Billboard Hot 100. "Til It's Gone" foi envidas às rádios francesas em 4 de dezembro de 2013 e "It Should Be Easy" às rádios italianas em 13 de junho de 2014. Nenhuma promoção adicional foi feita para o álbum, situação que foi noticiada na mídia. No entanto, Spears apareceu no Good Morning America em 17 de setembro de 2013, para anunciar um show de residência de dois anos (eventualmente estendido para quatro anos) no Planet Hollywood Las Vegas, intitulado Britney: Piece of Me, que começou em 27 de dezembro de 2013 e encerrou em 31 de dezembro de 2017.

## Antecedentes
Em dezembro de 2012, foi noticiado pela primeira vez que Spears estava começando a trabalhar em seu oitavo álbum de estúdio. Mais tarde, will.i.am foi anunciado como o produtor executivo do novo projeto. Em 17 de setembro de 2013, a cantora revelou que o disco ainda não tinha um título definido, porém o seu lançamento estava previsto para 3 de dezembro do mesmo ano, um dia após o seu aniversário de 32 anos. Quando questionada sobre sua canção favorita do álbum, ela declarou que é uma balada chamada "Perfume".
Em 15 de outubro de 2013, durante uma viagem a Londres a fim de divulgar o álbum, ela anunciou para a Capital Radio que o material chamaria-se Britney Jean. Spears explicou que era um título pessoal, pois é assim que seus familiares mais próximos a chamam, e queria compartilhar esse significado pessoal com seus fãs.
Spears afirmou diversas vezes que este é o seu álbum mais pessoal até o momento. O produtor executivo will.i.am disse que encontrou-se com ela várias vezes para discutirem sobre suas inspirações e esperanças para o novo trabalho. A cantora declarou que um dos assuntos do disco será o seu rompimento com seu ex-noivo, Jason Trawick. Em 25 de outubro desse ano, Spears divulgou a capa de Britney Jean junto com uma carta aberta. No texto, ela descreveu a sonoridade do disco como mais pessoal, crua e vulnerável do que a de seus álbuns anteriores.

## Singles
Em 20 de agosto de 2013, a página oficial da artista iniciou uma contagem regressiva, intitulada "All Eyes On Me", para 17 de setembro. Uma semana antes do fim do cronômetro, ela confirmou em sua conta no Twitter o lançamento de "Work Bitch" nas rádios de todo o mundo para o dia 16 do mesmo mês, seguido de sua distribuição digital na iTunes Store de diversos países no dia seguinte. Contudo, após uma versão em baixa qualidade do tema ser divulgada ilegalmente na Internet, Spears antecipou a estreia do single nas emissoras radiofônicas e nas lojas virtuais por devidamente um dia. No Reino Unido, sua comercialização começou no dia 3 de novembro do mesmo ano. Em 4 de novembro desse ano, "Perfume" foi lançada como a segunda faixa de trabalho.

## Lista de faixas
A lista de faixas completa foi divulgada pela iTunes Store em 12 de novembro de 2013.
| Britney Jean – Edição padrão |                                               | | |         |  |
| N.º                          | Título                                        | Compositor(es)                                                                                                | Produtor(es) | Duração |  |
| 1.                           | "Alien"                                       | Britney Spears William Orbit Dan Traynor Ana Diaz Anthony Preston                                             | Orbit HyGrade Preston [a]                                                                                          | 3:56    |  |
| 2.                           | "Work Bitch"                                  | Spears William Adams Otto Jettman Sebastian Ingrosso Preston Ruth-Anne Cunningham                             | Ingrosso Otto Knows will.i.am Preston [a]                                                                          | 4:07    |  |
| 3.                           | "Perfume"                                     | Spears Sia Furler Christopher Braide                                                                          | will.i.am Keith Harris [b] Braide [b]                                                                              | 3:59    |  |
| 4.                           | "It Should Be Easy" (com part. de will.i.am)  | Spears Adams David Guetta Giorgio Tuinfort Nick Rotteveel Marcus van Wattum                                   | Guetta Tuinfort Nicky Romero van Wattum will.i.am [a] Preston [a]                                                  | 3:26    |  |
| 5.                           | "Tik Tik Boom" (com part. de T.I.)            | Spears Preston Onique "Sparrow" Williams Clifford Joseph Harris, Jr. Andre Lindal Damien LeRoy Joakim Haukaas | Preston LeRoy [b]                                                                                                  | 2:57    |  |
| 6.                           | "Body Ache"                                   | Spears Guetta Tuinfort Luciana Caporaso Nick Clow Myah Marie Langston Preston Richard Gonzalez Jose Luna      | Guetta Tuinfort will.i.am Preston [a]                                                                              | 3:25    |  |
| 7.                           | "Til It's Gone"                               | Spears Jenson Vaughan Rosette Sharma Preston Tuinfort Guetta Adams                                            | Tuinfort will.i.am Preston [a]                                                                                     | 3:42    |  |
| 8.                           | "Passenger"                                   | Spears Thomas Pentz Furler Andrew Swanson Katy Perry                                                          | Diplo Preston [a]                                                                                                  | 3:40    |  |
| 9.                           | "Chillin' With You" (com part. de Jamie Lynn) | Spears Adams Preston Joshua Lopez                                                                             | will.i.am Freshmen III [b] Preston [a]                                                                             | 3:38    |  |
| 10.                          | "Don't Cry"                                   | Spears Adams Lopez Gonzalez                                                                                   | will.i.am Richard Vission [b] Chico Bennett [b] Zach "Reazon" Heiligman [c] William "DJ Keebz" Kebler [c] LWAM [c] | 3:14    |  |
| Duração total:               | Duração total:                                | Duração total:                                                                                                | Duração total: | 36:04   |  |

| Britney Jean – Faixas bônus da edição deluxe |                              |                                                            |                                           |         |  |
| N.º                                          | Título                       | Compositor(es)                                             | Produtor(es)                              | Duração |  |
| 11.                                          | "Brightest Morning Star"     | Spears Lukasz Gottwald Furler Henry Walter                 | Dr. Luke Cirkut Preston [a] Braide [a]    | 2:59    |  |
| 12.                                          | "Hold On Tight"              | Spears Allan P. Grigg                                      | Kool Kojak Preston [a] Peter Carlsson [a] | 3:27    |  |
| 13.                                          | "Now That I Found You"       | Spears Danny O'Donoghue Tuinfort Guetta Frederic Riesterer | Tuinfort will.i.am Preston [b]            | 4:16    |  |
| 14.                                          | "Perfume" (The Dreaming Mix) | Spears Furler Braide                                       | Braide                                    | 4:02    |  |
| Duração total:                               | Duração total:               | Duração total:                                             | Duração total:                            | 50:48   |  |

| Britney Jean – Faixas bônus da edição japonesa e chinesa |                                    |                                                  |                                                             |         |  |
| N.º                                                      | Título                             | Compositor(es)                                   | Produtor(es)                                                | Duração |  |
| 15.                                                      | "Work Bitch" (The Jane Doze Remix) | Spears Adams Jettman Ingrosso Preston Cunningham | Ingrosso Otto Knows will.i.am Preston [a] The Jane Doze [d] | 2:58    |  |
| 16.                                                      | "Work Bitch" (7th Heaven Remix)    | Spears Adams Jettman Ingrosso Preston Cunningham | Ingrosso Otto Knows will.i.am Preston [a] 7th Heaven [d]    | 7:07    |  |
| Duração total:                                           | Duração total:                     | Duração total:                                   | Duração total:                                              | 58:34   |  |

Notas
- a  - denota um produtor vocal
- b  - ddenota um co-produtor
- c  - denota um produtor adicional
- d  - denota um remixador

## Desempenho nas tabelas musicais
| Tabela musical (2013)                                  | Melhor posição |
| ------------------------------------------------------ | -------------- |
| Alemanha (Media Control Charts)                        | 20             |
| Austrália (ARIA Charts)                                | 12             |
| Áustria (Ö3 Austria Top 40)                            | 13             |
| Bélgica (Ultratop 50 de Flandres)                      | 32             |
| Bélgica (Ultratop 40 da Valônia)                       | 26             |
| Canadá (Canadian Hot 100)                              | 7              |
| Coreia do Sul (Gaon Music Chart)                       | 20             |
| Dinamarca (Tracklisten)                                | 27             |
| Escócia (The Official Charts Company)                  | 30             |
| Espanha (Productores de Música de España)              | 12             |
| Estados Unidos (Billboard 200)                         | 4              |
| Finlândia (IFPI Finlândia)                             | 24             |
| França (Syndicat National de l'Édition Phonographique) | 22             |
| Irlanda (Irish Recorded Music Association)             | 15             |
| Noruega (VG-lista)                                     | 16             |
| Nova Zelândia (Recorded Music NZ)                      | 22             |
| Japão (Oricon)                                         | 17             |
| Países Baixos (MegaCharts)                             | 36             |
| Reino Unido (UK Albums Chart)                          | 34             |
| Suécia (Sverigetopplistan)                             | 28             |
| Suíça (Schweizer Hitparade)                            | 9              |
| Taiwan (G-Music)                                       | 15             |

| País                  | Certificação |
| --------------------- | ------------ |
| Canadá (Music Canada) | Ouro         |
| México (AMPROFON)     | Ouro         |

## Histórico de lançamento
| País           | Data                   | Formato              | Gravadora |
| -------------- | ---------------------- | -------------------- | --------- |
| Alemanha       | 29 de novembro de 2013 | CD                   | Sony      |
| Austrália      | 29 de novembro de 2013 | CD                   | Sony      |
| França         | 2 de dezembro de 2013  | CD                   | Sony      |
| Portugal       | 2 de dezembro de 2013  | CD                   | RCA       |
| Reino Unido    | 2 de dezembro de 2013  | CD                   | RCA       |
| Canadá         | 3 de dezembro de 2013  | CD                   | Sony      |
| Estados Unidos | 3 de dezembro de 2013  | CD, download digital | RCA       |
| Japão          | 4 de dezembro de 2013  | CD                   | Sony      |